# 諏訪市立上諏訪小学校
諏訪市立上諏訪小学校（すわしりつ かみすわしょうがっこう）は、長野県諏訪市諏訪にある公立小学校。高島小学校と城北小学校が統合して設立された新校である。2021年（令和3年）4月に開校。

## 概要
2018年（平成30年）3月30日、諏訪市は、市内に11校ある小中学校の再編を目指す「未来創造ゆめスクールプラン 基本構想」を発表。2019年（平成31年）3月31日には小中一貫教育学校（義務教育学校）の具体的な計画案である「未来創造ゆめスクールプラン 基本計画」を発表した。
2021年（令和3年）3月31日、高島小学校と城北小学校が閉校。2校は統合され、4月1日、高島小学校の校舎を使い「諏訪市立上諏訪小学校」が開校した。それとともに、隣接する上諏訪中学校（諏訪市諏訪2-12-１）との施設併設型の小中一貫教育が開始された。

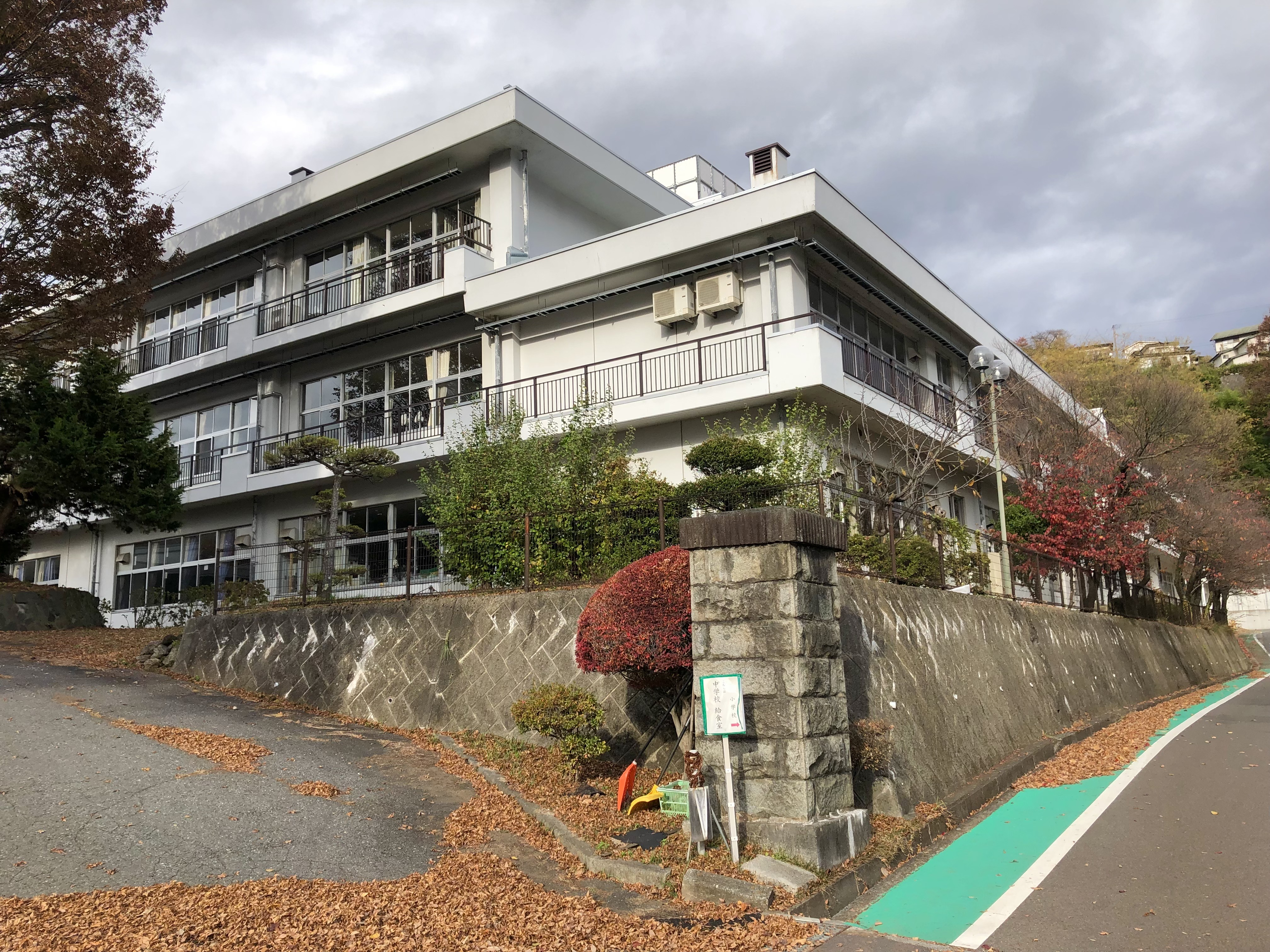
校舎
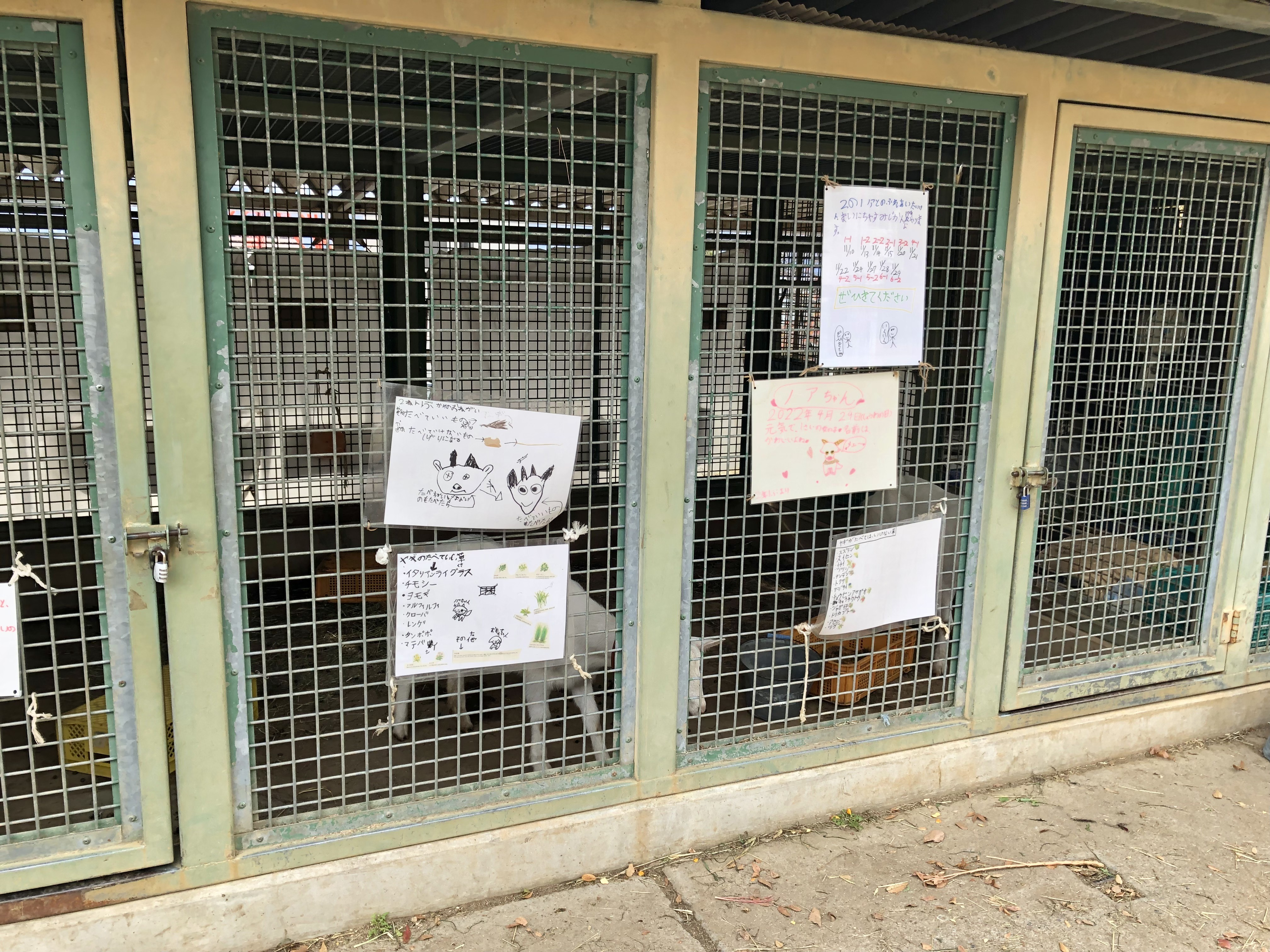
ヤギが飼育されている。